# Tratado de Lalla Maghnia
El Tratado de Lalla-Marnia o Lalla Maghnia es un tratado firmado en Maghnia el 18 de marzo de 1845 que fijó la frontera entre Marruecos y la Argelia francesa, en la zona de Tellian.

## Descripción
Firmado por el general Aristide de la Rüe  por parte de Francia y por sid Ahmida ben Ali, por Marruecos.
El artículo 1 establece que los dos plenipotenciarios han acordado que las fronteras que antes existían entre la regencia de Argel y Marruecos serán las mismas entre la Argelia francesa y Marruecos.
Esto se determina en artículo 3 sobre aproximadamente 140 km entre la costa mediterránea en el rio Kiss y el puerto de montaña de Teniet-el-Sassi, en el Tell Atlas .
El artículo 4 determina más al sur, en el sector del altiplano, ya no la frontera, sino la soberanía de cada potencia sobre varias tribus o fracciones de tribus:
- Los M'beia, los Beni-Guil, los Hamyan-Djenba, los Eumour-Sahara y los Ouled Sidi Cheikh el-Gharaba dependen de Marruecos.
- Los Ouled Sidi Cheikh el-Cheraga y los Hamyan (excepto los Hamyan-Djenba), de Argelia .

Finalmente, el artículo 5 determina aún más al sur, los kessours (pueblos del desierto) también son designados según su pertenencia a uno de los dos países:
- Los Kessours que pertenecen a Marruecos son los de Ich (Yiche) y Figuig.
- Los Kessours que pertenecen a Argelia son : Aïn-Sefra, Sfissifa, Assela, Tiout, Chellala, El-Abiodh y Boussemghoun.